# Charles Wugk Sabatier
 (Mars 2023).
Charles-Désiré-Joseph Wugk, dit Sabatier, né le 1er décembre 1819 à Tourcoing et mort le 22 août 1862 à Montréal, est un pianiste, organiste, compositeur et professeur de musique québécois d'origine française.

## Biographie
Charles Wugk est le fils d'un immigrant venu de Saxe. 
En 1838, il s'inscrivit comme étudiant au Conservatoire de Paris où il sera élève jusqu'en 1840. Le surnom de "Sabatier" a dû être ajouté au début de sa carrière professionnelle. Il a été pianiste chez la duchesse de Montpensier.
En 1848, il émigre vers le Canada et s'installe à Montréal.
En 1854, il déménagea pour la ville de Québec où il enseigna le piano et joua de cet instrument de musique dans des cercles privés et en public. Il joua également de l'orgue dans diverses églises.
Revenu à Montréal quelque temps plus tard, il continue d'enseigner le piano et eut pour élèves Ernest Gagnon, Calixa Lavallée et Dominique Ducharme.
En mai 1860, avec Paul Stevens et Édouard Sempé, il fonda la revue L'Artiste.
À l'occasion de la visite du prince de Galles, il composa sur un livret d'Édouard Sempé une Cantate qu'il dirigea le 24 août 1860, avec le concours de 250 chanteurs et d'un orchestre. Cette cantate en l'honneur du prince de Galles comporte une ouverture et neuf numéros chantés.
Charles Wugk Sabatier composa plusieurs œuvres pour piano, notamment des mazurkas, des polkas ainsi que des chansons.

## Œuvres
- Cantate en l'honneur du prince de Galles,
- La Prière des anges,
- La Solitude,
- Mes derniers quadrilles
- La Marche aux flambeaux
- La Mazurka caprice
- Le Bouton de rose
- Fleur de mai
- L'Alouette,
- La Montréalaise,
- Le Mendiant des basses-Alpes,
- Le Drapeau fleurdelisé de Carillon, "Ô Carillon".

## Postérité
Une rue à Montréal porte son nom depuis 1955.